# Pseudoluperus dissimilis
Pseudoluperus dissimilis es una especie de insecto coleóptero de la familia Chrysomelidae. Fue descrita científicamente en 1888 por Martin Jacoby.